# Goodloe Byron
Goodloe Edgar Byron (ur. 22 czerwca 1929 w Williamsport, Maryland, zm. 11 października 1978 w Hagerstown, Maryland) – amerykański polityk z Maryland związany z Partią Demokratyczną. Od 1971 roku do śmierci 11 października 1978 roku był przedstawicielem szóstego okręgu wyborczego w stanie Maryland w Izbie Reprezentantów Stanów Zjednoczonych. Po śmierci, na tym stanowisku zastąpiła go wdowa po nim, Beverly Byron.
Jego ciało pochowane jest na Narodowym Cmentarzu Antietam w Sharpsburgu, Maryland.
Goodloe Edgar Byron pochodzi z rodziny o tradycjach politycznych. Jego pradziadek Louis Emory McComas, rodzice William Devereux Byron i Katharine Edgar Byron, i żona Beverly Byron byli również wybrani do Izby Reprezentantów Stanów Zjednoczonych z szóstego okręgu wyborczego w Maryland. Jego pradziadek Louis Emory McComas był także senatorem Stanów Zjednoczonych z tego stanu.